# Rafík al-Tamímí
Muhammad Rafík al-Tamímí (arabsky محمد رفيق التميمي‎, žil 1889–1957) byl palestinský politik. Byl členem podzemní arabské nacionální organizace al-Fatát, později politické Palestinské arabské strany a v letech 1945 až 1947 předsedou mládežnické organizace al-Nadžáda. V roce 1945 byl jmenován členem Vysokého arabského výboru.

## Život
Narodil se v roce 1889 v Náblusu. Studoval v Istanbulu, kde získal univerzitní stipendium. Díky svým výsledkům získal státní grant na studium na pařížské Sorbonně. Tam vystudoval literaturu a pedagogiku. Následně získal místo coby ředitel státní školy v Bejrútu.
V roce 1911 v Paříži s Awním Abd al-Hádím spoluzaložil podzemní arabskou nacionální organizaci al-Fatát. Ta požadovala získání arabské nezávislosti na Osmanské říši. V prosinci 1918 byl zvolen do ústředního výboru al-Fatátu.
Po arabském povstání proti Osmanské říši (1916–1919) Rafík al-Tamímí, Izat Darwáza a další členové al-Fatátu vytvořili klub v Syrském národním kongresu. Tam zastávali hlasitou opozici proti zavedení evropské mandátní správy v regionu tzv. Velké Sýrie. Tvrdili, že šlo jen o „zamaskovanou imperiální invazi“.
Na začátku čtyřicátých let vstoupil do Palestinské arabské strany. Byl si blízký s Amínem al-Husajním.  Snažil se také o sloučení mládežnické organizace al-Nadžáda, které předsedal, se stranickou mládežnickou organizací Al-Futúwa. Mezi lety 1945 a 1946 a poté znovu mezi lety 1947 a 1948 byl členem Vysokého arabského výboru obnoveného Ligou arabských států.